# Diorthus cinereus
Diorthus cinereus är en skalbaggsart som först beskrevs av Fabricius 1793.  Diorthus cinereus ingår i släktet Diorthus och familjen långhorningar.
Artens utbredningsområde är:
- Laos.
- Burma.
- Pakistan.
- Senegal.
- Sierra Leone.
- Sri Lanka.
- Togo.

Inga underarter finns listade i Catalogue of Life.